# Ostchina-Universität
Die Ostchina-Universität, auch Donghua-Universität (chinesisch 东华大学, Pinyin Dōnghuá Dàxué, englisch Donghua University) ist eine nationale Universität in Shanghai. Sie wurde 1951 als Technisches Textilinstitut Ostchinas gegründet. Unter ihrem heutigen Namen ist die Universität seit 1999 bekannt. Sie bietet inzwischen ein vielfältiges Fächerspektrum an, hat ihren Schwerpunkt aber weiterhin in den Textilwissenschaften.

## Standorte
Die Universität verteilt sich auf zwei Standorte: einen Campus im Changning-Distrikt und ein weiterer im Songjiang-Distrikt von Shanghai.